# Стар (ускорителен блок)
Стар (на английски: Star) е семейство американски ускорителни степени, което включва блоковете Стар 27, Стар 37 и Стар 48. Използвани са като ускорителни степени в много американски ракети – носители от 1963 г. насам. Блоковете са дълбока модификация на ускорителен блок Бърнър. Произвеждат се от Тиокол (на английски: Thiokol Chemical Corporation).

## Стар 27
Стар 27 – първия ускорителен блок от семейството Стар е разработен от Тиокол в края на 50-те години на 20 век. Използван е като горна степен в някои ракети. Блокът изгаря твърдото гориво със среден темп на ерозия от 0,0011 инча в секунда. Проектиран е с възможност за самостоятелно напускане на околоземна орбита.

## Стар 37
Стар 37 – втория ускорителен блок от семейството Стар е развитие на първата модификация. Индексът 37 се отнася до диаметъра на корпуса в инчове. Блокът е използван като последна степен от много ракети-носители, включително и космическата совалка. Произвеждан е в 16 варианта, които варират както по маса, така и по тяга на двигателя. Производството му е прекратено.

## Стар 48
Стар 48 – трети ускорителен блок от семейството Стар. Произвежда се от 1982 г. до днес. Индексът 48 се отнася до диаметъра на корпуса в инчове. Най-честата употреба на Стар 48 е като последна степен в ракетата-носител Делта ІІ и като бустер на космическата совалка. Усъвършенстван Стар 48V с управляем вектор на тягата се използва в ракетата Минотавър IV.